# Zwyntar
ZWYNTAR (Цвинтар) — український музичний гурт з Києва.

## Історія
Гурт заснували у 2015 році Ерік і Дівуар, за кілька місяців Саша Кладбіще запропонувала разом записати свою стару пісню «Подарила мне мама однажды нож» (укр. «Подарувала мені мама якось ножа») і зняти кліп. Під час запису музиканти об'єдналися в гурт. Кліп виконано в постапокаліптичній естетиці, він отримав масу позитивних відгуків.
У 2016 році вийшов перший сингл гурту «Ти не Бог», за яким вийшов EP «Гріх».
14 грудня 2018 року вийшов дебютний альбом колективу — «Мертві голоси». Восени 2019 року музиканти презентували відео на трек «Джонні».
17 червня 2021 року вийшов новий сингл «Дівча». За основу композиції було взято американську народну пісню «In the Pines/Black Girl», що виникла в районі Південних Аппалчах у 1870-х роках.
29 жовтня того ж року вийшов сингл «Янголе Небесний».
У 2022 році, після повномасштабного нападу росії на Україну, російськомовний контент (в тому числі відеокліп «Подарила мне мама однажды нож») був видалений учасниками гурту з каналу на Ютуб.
13 жовтня 2023 року (у п'ятницю) вийшов другий альбом гурту — «Тисяча очей».
7 грудня 2023 року вийшло перевидання мініальбому «Гріх», з перекладеними українською піснями Чорне дерево та Джонні, які на виданні 2016 року звучали російською. Також гурт випустив анімоване відео на нову версію пісні Чорне дерево.
Окрім «Zwyntar», Дівуар грає детрок у гурті «Old Cat's Drama», банджист Ерік грав дарк-кабаре в групі «Kubrick Cats». Саша Кладбіще добре знана як поет-виконавець і учасниця творчого колективу «Комісар і недобитки», із яким у 2013 році випускала однойменний вебсеріал за мотивами всесвіту Warhammer 40,000 (найвідомішим її твором є пісня «На мою девушку упал космодесантник», кліп на яку входить до складу зазначеного серіалу). Крім того, вона є учасницею дарк-фолк гурту «Folkulaka» і сольного проєкту «SkladNo».
З початку вторгнення в Україну і війни на Сході, а також під час повномасштабного вторгнення, члени гурту, в першу чергу Саша Кладбіще, стали частиною волонтерського руху. І зробили відчутний внесок як в розвиток волонтерської справи в країні, так і у захист України.
У липні 2024 року помер басист гурту Сергій Pror (Вдовиченко).
18 листопада 2024 року гурт разом з учасниками Третьої Штурмової бригади записали спільний кліп на пісню «Золото і блакить» проект «Епоха».
У травні 2025 року студія Квартал-95, отримавши відмову від представників гурту на використання треку «Мексиканець», використала його без дозволу.
30 травня 2025 року виходить міні-альбом «На іншому боці ріки», який складається з чотирьох пісень.
8 серпня 2025 року гурт повідомив про те, що Наталія Золотаревська (відома як Tash Twisted) доєдналась до складу Zwyntar як басистка.

## Склад

### Поточний
- Дівуар — вокал, гітара;
- Саша Кладбіще — вокал, барабан, казу;
- Наталя Ференс — пральна дошка;
- Ерік — банджо;
- Tash Twisted — бас.

### Колишні учасники
- Сергій Pror — бас († 2024);
- Андрій Павленко — клавішні (на концертах, 2024).

## Дискографія
- 2016 — «Гріх» (EP);
- 2018 — «Мертві Голоси»;
- 2023 — «Тисяча очей»;
- 2023 — «Гріх» (EP, перевидання);
- 2025 — «На іншому боці ріки» (EP).

### Сингли
- 2016 — «Ти не бог»;
- 2017 — «На Болоті»;
- 2017 — «Микола»;
- 2021 — «Дівча»;
- 2021 — «Янголе Небесний»;
- 2022 — «Госпел»;
- 2022 — «Диявол Входить У Місто»;
- 2023 — «Білим Снігом»;
- 2024 — «Не довіряй смертним».

### Участь у збірках
- 2024 — «Епоха» (пісня «Золото і блакить»).

### Кліпи
- 2016 — «Подарила Мне Мама Однажды Нож»;
- 2019 — «Джонні»;
- 2020 — «Кажани»[16];
- 2021 — «Дівча»;
- 2022 — «Янголе небесний»;
- 2023 — «Чорне дерево»;
- 2024 — «Золото і блакить» (у рамках проєкту «Епоха»)[17]